# Гринвуд, Элли
Элинор Гринвуд (англ. Eleanor Greenwood; род. 14 марта 1979, Данди, Тейсайд) — британская бегунья на сверхмарафонские дистанции. Двукратная чемпионка мира в беге на 100 км (2010 и 2014), рекордсменка Вестерн Стейтс, Canadian Death Race, JFK 50 Mile Run и Knee Knackering North Shore Trail Run. Она была первой женщиной из Великобритании, выигравшей 90-километровый сверхмарафон The Comrades в Южной Африке.

## Биография

### Ранние годы
Гринвуд родилась 14 марта 1979 в Данди (Шотландия). Когда ей было 8 лет, семья переехала в Норфолк (Англия), где Элли провела большую часть детства. После окончания университета в 2001 году она переехала в Канаду для работы на британского туроператора.

### Карьера
Гринвуд начала свою карьеру в сверхмарафоне в 2008 году. Один из её первых забегов был 30 миль Knee Knackering North Shore Trail Run, довольно короткая трасса, известная своими крутыми подъёмами и спусками. В том же году её начала спонсировать обувная компания Montrail.
В марте 2010 года Гринвуд выиграла свой первый забег на дистанции 100 км Elk-Beaver на острове Ванкувер и установила новый рекорд трассы 7:36, отобравшись в команду Великобритании на чемпионат мира по бегу на 100 км. Тогда, поборовшись с лидером забега, чемпионкой 2006 года своей соотечественницей Элизабет Хоукер, она выиграла золото со временем 7:29.05. С её помощью Великобритания завоевала первые места в командном зачете и в проводимом совместно чемпионате Европы. В 2010 году она также установила новые рекорды трассы 125-километрового Canadian Death Race (прибежав второй в общем зачете и побив предыдущий рекорд более чем на час), и Knee Knackering North Shore Trail Run.
В 2011 году Гринвуд участвовала в забеге Вестерн Стейтc и была первой. Она выиграла забег и в 2012 году и установила новый рекорд трассы 16:47.19, побив предыдущий 17:37.51, установленный Энн Трейсон в 1994 году. В 2012 Гринвуд также побила женский рекорд трассы JFK 50 Mile Run, финишировав 10-й в общем зачёте, а также выиграла Монблан Ультратрейл (101-километровый забег Курмайёр-Шампекс-Шамони).
Гринвуд бежала 4 раза 90-километровый сверхмарафон The Comrades в Южной Африке, старейший и самый массовый сверхмарафон в мире. В 2011 она была четвёртой, а в 2012 пришла второй, 72 секунды после победительницы. На протяжении 2013 года Гринвуд постигла череда травм. Медленно вернувшись к бегу, она сфокусировалась на том же The Comrades в 2014 для поддержания мотивации. За 18 км до финиша она была в 8 минутах от лидера, но смогла сократить отставание и выиграть со временем 6:18.15. Она стала первой британкой, выигравшей забег. До этого на протяжении 11 лет побеждали преимущественно российские сёстры-близнецы Елена и Олеся Нургалиевы. Елена Нургалиева в то время удерживала рекорд трассы, который она установила в 2006.
В ноябре 2014 года Гринвуд в третий раз вышла на старт чемпионата мира по бегу на 100 км. Выиграв чемпионат в 2010 году, она вела британскую команду к победе и в 2011, но вынуждена была сойти на отметке 90 км из-за рвоты, длившейся уже 40 км. В забеге 2014 года Гринвуд вышла в лидеры на отметке в 55 км и продержалась до конца, выиграв золото со временем 7:30.44, на 8 минут опередив Чиюки Мошидзуки из Японии, показав третий результат за всю историю, показанных британками. Британка Джоанна Закржевски тогда финишировала третьей со временем 7:42.02. С четвёртым местом Джо Мик Британия также выиграла золото в командном зачете.

### После спорта
Гринвуд стала гражданкой Канады в 2015 году. С 2023 года она работает тренером по бегу. Живёт в Ванкувере

## Результаты

### Соревнования
| Год  | Соревнование     | Город     | Дистанция | Дата         | Результат                  | Место | Видео/Фото/ Кинограмма |
| ---- | ---------------- | --------- | --------- | ------------ | -------------------------- | ----- | ---------------------- |
| 2010 | Чемпионат мира   | Гибралтар | 100 км    | 7 ноября     | 7:29.05 (личный зачёт)     | I     |                        |
| 2010 | Чемпионат мира   | Гибралтар | 100 км    | 7 ноября     | 23:16.54 (командный зачёт) | I     |                        |
| 2010 | Чемпионат Европы | Гибралтар | 100 км    | 7 ноября     | 7:29.05 (личный зачёт)     | I     |                        |
| 2010 | Чемпионат Европы | Гибралтар | 100 км    | 7 ноября     | 23:16.54 (командный зачёт) | I     |                        |
| 2011 | Чемпионат мира   | Винсхотен | 100 км    | 19 сентября  | DNF 90 км                  | —     |                        |
| 2011 | Чемпионат Европы | Винсхотен | 100 км    | 19 сентября  | DNF 90 км                  | —     |                        |
| 2014 | Чемпионат мира   | Доха      | 100 км    | 21/22 ноября | 7:30.44 (личный зачёт)     | I     |                        |
| 2014 | Чемпионат мира   | Доха      | 100 км    | 21/22 ноября | 22:56.27 (командный зачёт) | I     |                        |

### Комментарии
1. 1 2 3 4  Состав команды Великобритании: Элинор Гринвуд — 7:29.05;  Элизабет Хоукер[нем.] — 7:33.26; Эмили Гелдер — 8:14.23
2. 1 2  Состав команды Великобритании: Элинор Гринвуд — 7:30.44; Джоанна Закржевски[англ.] — 7:42.02; Джо Мик — 7:43.37